# Serie 9630 de CP
La Serie 9630, también conocida como Vouguinha, es un tipo de automotor, utilizado por Comboios de Portugal en la Línea del Vouga y en el Ramal de Aveiro, en Portugal.

## Descripción

### Historia
Entraron en servicio en septiembre de 1991, para reforzar los servicios en la Línea de la Póvoa; construidas en la fábrica de Amadora de la empresa Sociedades Reunidas de Fabricações Metálicas, vinieron preparadas para su adaptación a la tracción eléctrica, debido al hecho de que en esta época, ya existía un proyecto de electrificación de la línea.
En 2002, fecha en que la Línea de la Póvoa se cerró para obras de adaptación al Metro de Porto, estas unidades fueron designadas para la Línea del Vouga y el Ramal de Aveiro, sustituyendo los automotores de la Serie 9300.

### Características físicas
Circulan en composiciones de Unidad Doble diésel, esto es, dos unidades motoras acopladas. Una de las distinciones de esta serie, en relación en otros automotores de su generación que circulan en Portugal, es el número de circuitos electrónicos presentes, destacándo el sistema informático, para la regulación de la marcha.

## Ficha técnica

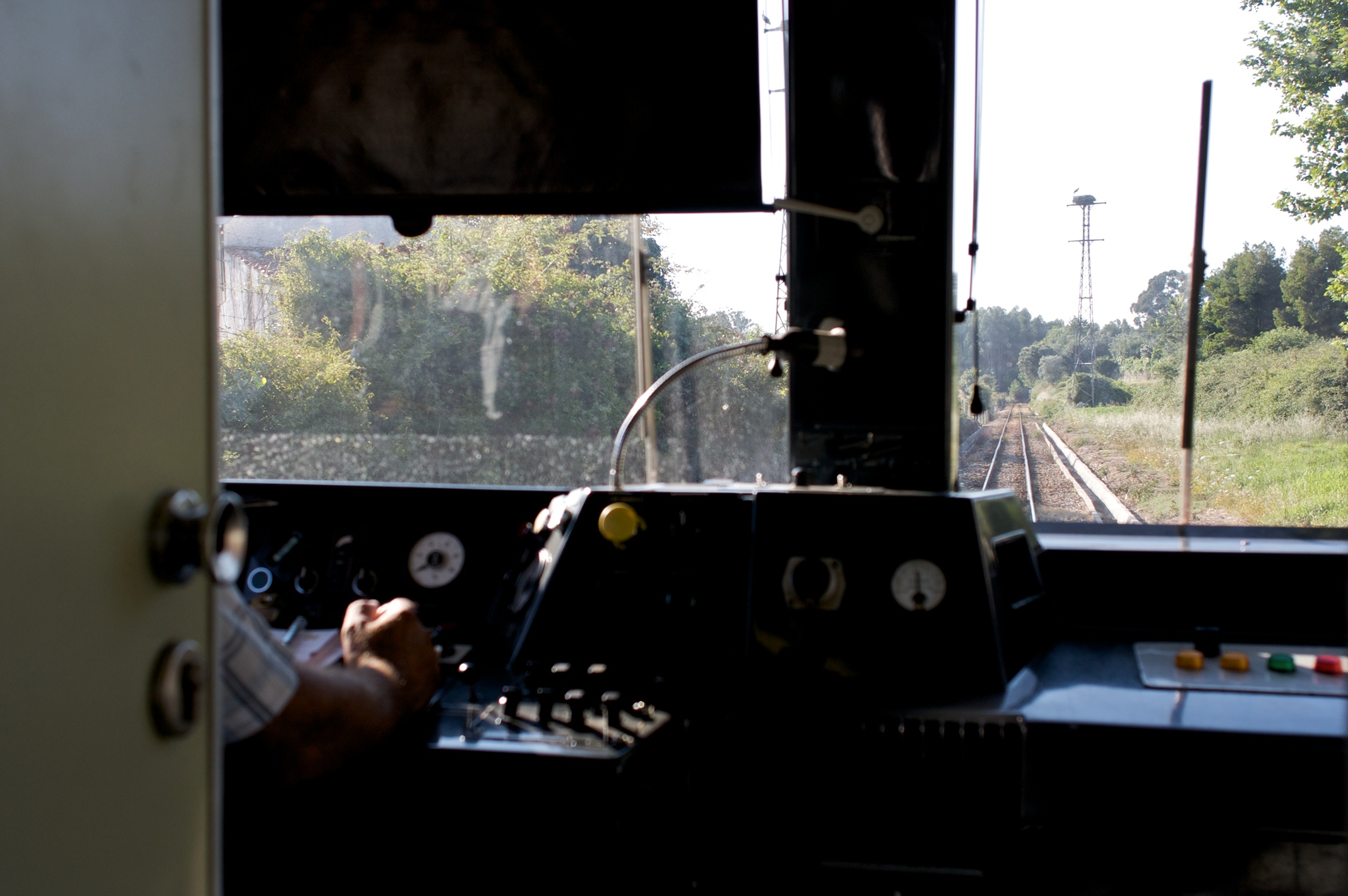
Cabina de conducción de un automotor de la Serie 9630.

### Características de explotación
- Año de entrada en servicio: 1991[2]
- Número de automotores: 7 (9631 – 9637)[2]

### Datos generales
- Ancho de Via: 1000 mm[4]
- Tipo de composición: Unidad Doble diésel (motor + motor)[2]
- Tipo de tracción: Gasóleo (diésel)[4]

### Transmisión
- Fabricante: ABB Henschel[1]

### Motores de tracción
- Potencia: 434 caballos[1]
- Equipamiento eléctrico de tracción:
  - Fabricante: Saurer

### Características de funcionamiento
- Velocidad máxima: 90 km/h[1]